# Coussarea durifolia
Coussarea durifolia är en måreväxtart som beskrevs av John Duncan Dwyer. Coussarea durifolia ingår i släktet Coussarea och familjen måreväxter.
Artens utbredningsområde är Panamá. Inga underarter finns listade i Catalogue of Life.